# コニー・カサリ
コニー・カサリ（Connie Kasari）は、アメリカ合衆国の心理学者・教育研究者。カリフォルニア大学ロサンゼルス校にて人間発達学・精神医学の教授を務める。自閉スペクトラム症の早期療育プログラムであるJASPERを開発した。国際自閉症研究学会元会長。

## 経歴
オレゴン州コーバリスに所在するオレゴン州立大学にて学士号（B.S.）を取得。その後、テネシー州ナッシュビルのヴァンダービルト大学ピーボディ教育学部に進学し、修士号（M.S.）を取得。さらに、ノースカロライナ大学チャペルヒル校にて博士号（Ph.D.）を取得した。
1985年から1987年にかけて、カリフォルニア大学ロサンゼルス校医学部にてポスドクとして研究に従事。1990年、UCLAに教員として着任。1997年にカサリ研究室（Kasari Lab）を設立し、2003年にはUCLA自閉症研究治療センター（Center for Autism Research and Treatment, CART）の設立に携わった。
2017年、自閉症支援団体Autism Speaksよりアクセラレーション賞を受賞。2019年には、長年にわたる自閉症研究への顕著な貢献が評価され、国際自閉症研究学会（International Society for Autism Research, INSAR）よりINSARフェローの称号を授与された。2021年から2023年にかけて、INSARの会長を務めた。

## 著書
- JASPER実践マニュアル: 自閉スペクトラム症児のための早期支援モデル